# ألبرت أ. دي
ألبرت أ. دي هو سياسي أمريكي، ولد في 1845، وتوفي في 1934.